# María Idalia
María Idalia García (Ciudad de México, 29 de octubre de 1931-Ib., 1 de julio de 2019) fue una actriz mexicana. 
Fue hija del periodista cubano Octavio García y la actriz de teatro y radionovelas Celia Rubí. Estudió actuación en la Escuela de Actuación Teatral del Instituto Nacional de Bellas Artes en México, D.F. Debutó como actriz en la obra de teatro Juana de Lorena en 1950. Luego debutó en la televisión con Senda prohibida, junto a Silvia Derbez. 
Perteneció a la compañía de Teatro Español. Se casó con el actor español Lorenzo de Rodas, con quien tuvo al también actor Leonardo Daniel. Su última participación fue en la serie Tu historia de amor, donde interpretó a Doña Miriam.
Falleció a los 87 años de causas naturales.

## Filmografía

### Televisión
- Tu historia de amor (2003) - Miriam
- Tres mujeres (1999) - Magda
- El secreto de Alejandra (1997)
- Bendita mentira (1996) - Julia
- Monte Calvario (1988) - La Loca / Ana Teresa
- Gotita de gente (1978)
- Mamá Campanita (1978) - Beatriz
- Fallaste corazón (1968)
- Cuna vacía (1967) - Alejandra
- Obsesión (1967)
- Tú eres un extraño (1965)
- Tormenta de pasiones (1965)
- Madres egoístas (1963)
- La actriz (1962)
- El hombre de oro (1960)
- Cadenas de amor (1959)
- Senda prohibida (1958)

### En cine
- Click, fotógrafo de modelos (1970)
- El rostro infernal (1963)
- Estos años violentos (1962)
- Senda prohibida (1961)
- Puño de roca (1960)

## Teatro
- El candidato de Dios (1986)
- La Marquesa de Sade (1975)
- ¿Conoce usted la Vía Láctea? (1975)
- El dulce pájaro de la juventud (1960)
- La prostituta respetuosa (1959)
- Fuenteovejuna (1956)
- Los endemoniados (1951)
- La enemiga de Niocodemi (1951)
- Juana de Lorena (1950)